# Drake (Saskatchewan)
Drake es un pueblo canadiense situado en la provincia de Saskatchewan.

## Superficie
Drake tiene una superficie de 0,64 km².

## Demografía
En 2021, tenía 197 habitantes, una densidad poblacional de 307,3 hab./km², y 103 viviendas.